# Kartellijst
Een kartellijst (of gezamenlijke kandidatenlijst) is een kandidatenlijst bestaande uit kandidaten van meerdere politieke partijen. Door als kartelpartners een kartellijst te vormen hopen vooral kleine politieke partijen gezamenlijk een hoger aantal zetels te bemachtigen dan zelfstandig een lijst te vormen. In Nederland wordt een kartellijst meestal aangeduid met gezamenlijke kandidatenlijst.

## In België
In België mag een kartellijst na de verkiezingen en ten laatste tijdens de installatievergadering van de gemeenteraad splitsen in (niet meer dan) twee fracties. De namen van de fracties moeten dan wel voorkomen in de naam van de kartellijst. De kandidaat-gemeenteraadsleden van kartellijst dienen de wens tot splitsing aan te geven in de voordrachtsakte of verbeteringsakte. Daarin zullen alle kandidaat-gemeenteraadslid van deze kartellijst aangeven tot welke fractie ze willen behoren, afgesloten met hun parafen. Vervolgens zullen ze op installatievergadering bij meerderheid moeten beslissen of de splitsing doorgang krijgt. Kandidaat-gemeenteraadsleden die geen voorkeur hebben opgegeven, sluiten zich in de eerste plaats automatisch aan bij de grootste fractie, en op de tweede plaats bij de fractie waartoe de hoogstgeplaatste kandidaat van de kartellijst zich bevindt die wél heeft bekend bij welke fractie die zich aansluit.

## Nederland
In Nederland wordt een kartellijst aangeduid als een gezamenlijke kandidatenlijst. In de Kieswet wordt hiernaar verwezen met samenvoeging van aanduidingen. Bovenaan de kandidatenlijst moeten de namen van de partijen (of afkortingen daarvan) aangeven welke partijen onder een samengevoegde lijst meedoen. Een partijnaam moet wel geregistreerd zijn bij de Kiesraad alvorens die kan worden samengevoegd. De lijst vormt na de verkiezing één fractie binnen de Tweede Kamer.
Met een gezamenlijke kandidatenlijst is niet te zeggen hoeveel stemmen iedere partij afzonderlijk ontving. Een kartelpartij die in de eerstvolgende verkiezing meedoet met een zelfstandige kandidatenlijst wordt daarom in Nederland beschouwd als nieuwe partij. Dit heeft gevolgen voor de voorkeursnummering van de kandidatenlijsten.
In Nederland vormde zich een zogeheten partij kartel toen de groep van Haga zich aansloot bij het Forum voor Democratie.